# Knopkapiteel

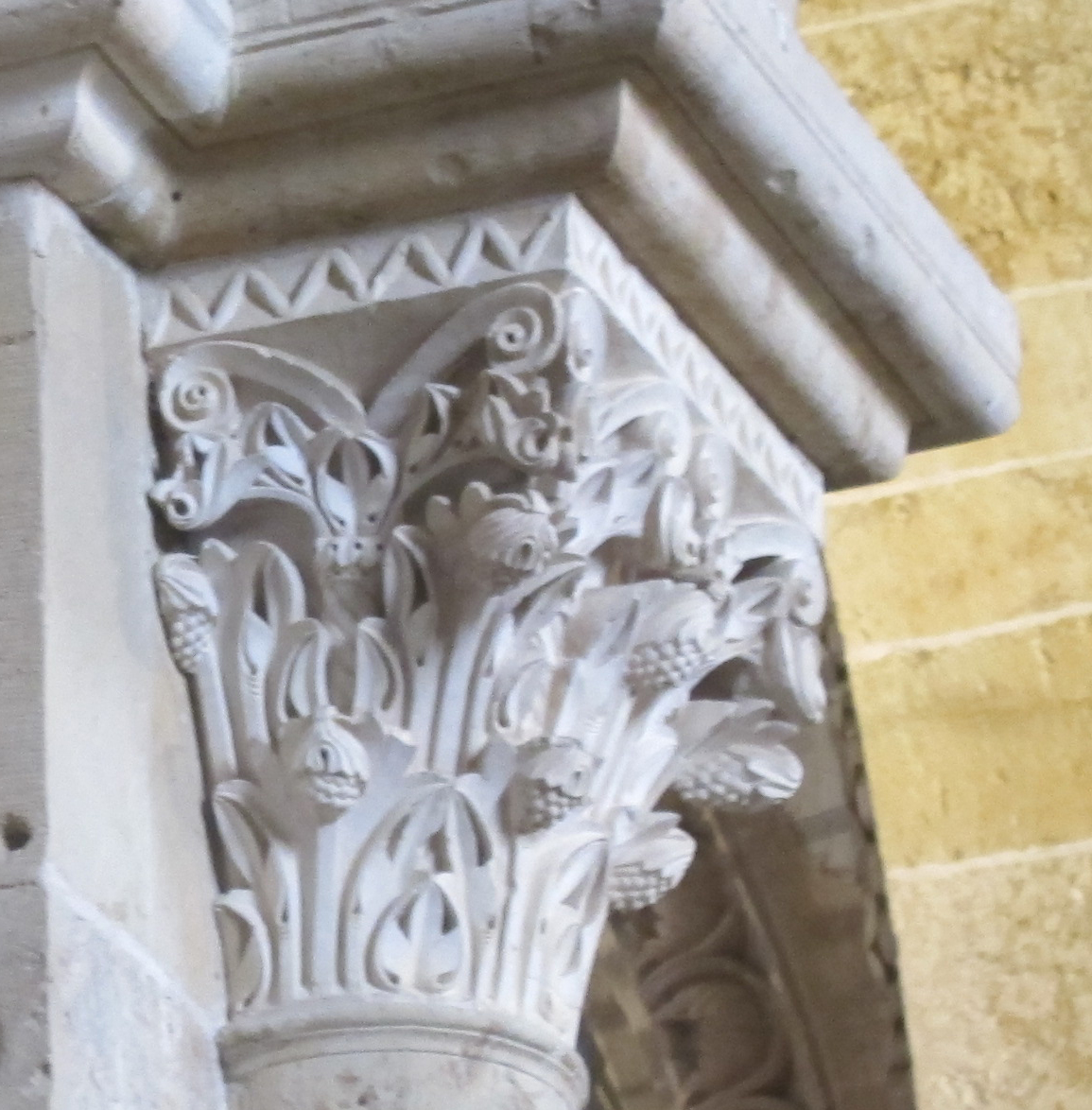
Knopkapiteel in de nartex van de Basiliek Sainte-Marie-Madeleine, Vézelay, Frankrijk

Het knopkapiteel of knoppenkapiteel is een type bladwerkkapiteel waarbij de bladeren omkrullende toppen hebben die een knop lijken te vormen. De bladeren in het kapiteel worden in verspringende rijen boven elkaar geplaatst en worden daarom ook tot het koolbladkapiteel gerekend dat zich kenmerkt met dit patroon. In tegenstelling tot andere bladwerkkapitelen heeft het knopkapiteel geen bladkapiteel bestaande uit fijn uitgewerkte bladeren en ook niet zo geabstraheerd als het gestileerde bladwerkkapiteel.
Het kapiteeltype is voorgekomen uit het bladwerkkapiteel doordat het kapiteel van de Korinthische orde vereenvoudigd werd. Onder meer in de vroeggotiek werd dit type kapiteel gebruikt. Later nam het aantal knoppen op een kapiteel steeds meer toe. Ook kwamen er kapitelen met knoppen in rijen boven elkaar in plaats van in verspringende rijen.